# Iskustvo
Iskustvo kao opšti koncept sadržava znanje stečeno izloženošću određenom fenomenu. Filozofski pravac temeljen na iskustvu naziva se empirizam. Termini u filozofiji kao što su „empirijsko znanje” ili „a posteriori znanje” se koriste za označavanje znanja baziranog na iskustvu. Osoba sa znatnim iskustvom u specifičnom polju može da stekne reputaciju eksperta. Koncept iskustva se generalno odnosi na „znati kako” ili proceduralno znanje, pre nego na propozicijsko znanje: obuku na radnom mestu pre nego knjiško učenje.
Ispitivanje iskustva ima dugu tradiciju u kontinentalnoj filozofiji. Iskustvo igra važnu ulogu u filozofiji
Serena Kirkegora. Nemački termin Erfahrung, se obično prevodi kao „iskustvo”, mada ima malo drugačije implikacije, konotirajući koherentnost životnih iskustava.
Pojedine religiozne tradicije (kao što su budizam, Surat Šabd joga, misticizam i pentekostalizam) i obrazovne paradigme sa na primer kondicioniranjem vojnog regrutnog treninga (takođe poznatog kao „boot camps”), naglašavaju iskustvenu prirodu ljudske epistemologije. To stoji u kontrastu sa alternativama: tradicijama dogme, logike ili rasuđivanja. Učesnici u aktivnostima kao što su turizam, ekstremni sportovi i rekreaciona upotreba droge su isto tako skloni naglašavanju važnosti iskustva.

## Tipovi iskustva
Reč „iskustvo” se može odnositi, pomalo dvosmisleno, kako na mentalno neobrađene neposredno opažene događaje, tako i na podrazumevanu mudrost stečenu naknadnim promišljanjem o tim događajima ili njihovoj interpretaciji. Deo iskustvene mudrosti se nakupljao tokom vremena, mada se iskustvo isto tako može steći (i generalno iskustvo izvesti) iz pojedinačnog specifičnog momentarnog događaja. Mogu se razlikovati različite forme iskustva, kao što su (na primer): fizičko, mentalno, emociono, duhovno, posredničko i virtualno iskustvo.

### Fizičko iskustvo
Fizičko iskustvo se stiče kad god se jedan objekat ili sredina menja. Drugim rečima, fizičko iskustvo se odnosi na ono što je primetno. Fizička iskustva ne moraju da obuhvataju modalna svojstva niti mentalna iskustva.

### Mentalno iskustvo
Mentalno iskustvo obuhvata aspekat intelekta i svesti koji se doživljava kao kombinacija misli, percepcije, memorije, emocija, volje i mašte, uključujući sve nesvesne kognitivne procese. Termin se može odnositi, po implikaciji, na misaoni proces. Mentalno iskustvo i njegova relacija sa fizičkim mozgom formiraju jednu od oblasti filozofskih debata: pojedini teoretičari identiteta originalno su zastupali stav da se identitet mozga i mentalnih stanja održava samo radi nekoliko senzacija. Većina teoretičara, međutim, generalizuje ovo gledište tako da obuhvata sva mentalna iskustva.
Matematičari mogu da budu primer kumulativnog mentalnog iskustva u pristupima i veštinama sa kojima oni rade. Matematički realizam, poput realizma generalno, postulira da matematički entiteti postoje nezavisno od ljudskog uma. Stoga ljudi ne izmišljaju matematiku, nego je otkrivaju i doživljavaju, a bilo koja druga inteligentna bića u svemiru verovatno bi učinila isto. To gledište smatra da se samo jedna vrsta matematike može otkriti; prema njemu su trouglovi, pravi uglovi i krive, na primer, stvarni entiteti, a ne samo kreacije ljudskog uma. Neki matematičari, kao što su Pal Erdeš i Kurt Gedel, su prihvatili matematički realizam na način na koji doživljavaju prirodne objekte. Gedel je verovao u objektivnu matematičku realnost koja se može percipirati na način analogan čulnoj percepciji. Određena načela (na primer: za bilo koja dva objekta, postoji kolekcija objekata koja se sastoji samo od ta dva objekta) može se direktno videti da su istinita, dok neke pretpostavke, kao što je hipoteza kontinuuma, mogu da budu neizvesne samo na temelju takvih načela. Gedel sugeriše da kvazi-empirijska metodologija kao što je iskustvo može da pruži dovoljno dokaza da bi se mogla razumno podrazumevati takva pretpostavka. U pogledu iskustva, postoje razlike koje zavise od toga kakvu formu egzistencije imaju matematički entiteti, i kako je posmatrač upoznat s njima.

### Emociono iskustvo
Ljudi mogu da racionalizuju zaljubljivanje (i odljubljivanje) kao „emotivno iskustvo”. Društva kojima nedostaju institucionalno uređeni brakovi mogu se pozvati na emocionalno iskustvo pojedinaca da utiče na odabir partnera. Koncept emocionog iskustva se isto tako javlja u kontekstu empatije.

### Duhovno isktustvo
Njuberg i Njuberg su pružili novo gledište na duhovno iskustvo.

### Religiozno iskustvo
Mistici mogu da opišu svoje vizije kao „duhovna iskustva”. Međutim, psihologija i neuropsihologija mogu da objasne ista iskustva u smislu promenjenih stanja svesti, koja se mogu pojaviti slučajno usled (na primer) vrlo visoke temperature, infekcije kao što su meningitis, deprivacije sna, gladovanja, kiseonične deprivacije, azotne narkoze (dubinsko ronjenje), psihoze, epilepsije temporalnog režnja, ili traumatične nesreća. Ljudi isto tako mogu svesno ostvariti takva iskustva putem prepoznatljivih mističnih praksi kao što su čulna deprivacija ili tehnike kontrole uma, hipnoza, meditacija, molitva, ili mističnih disciplina kao što su mantra meditacija, joga, sufizam, joga sna, ili joga surat šabd. Neke prakse ohrabruju duhovno iskustvo kroz unos psihoaktivnih droga kao što su alkohol i opijati, ali češće pomoću enteogenih biljki i supstanci kao što je kanabis, Salvia divinorum, psilocibin iz pečurki, pejoti, DXM, ajavaska, ili Datura. Još jedan način da se indukuje duhovno iskustvo kroz izmenjeno stanje svesti obuhvata psihoakustiku, binauralne otkucaje, ili stimulaciju svetlom i zvukom.

### Društveno iskustvo
Odrastanje i život u društvenom okruženju mogu da podstaknu razviće i opservaciju društvenog iskustva. Društveno iskustvo pruža osobama veštine i navike neophodne za participaciju u njihovim društvenim okruženjima, budući da se samo društvo formira kroz mnoštvo zajedničkih iskustava putem formiranja normi, običaja, vrednosti, tradicija, društvenih uloga, simbola i jezika. Iskustvo igra važnu ulogu u iskustvenim grupama.

### Virtualno iskustvo i simulacija
Korištenje računarskih simulacija može da omogući osobi ili grupi osoba da steknu virtualna iskustva u virtualnoj stvarnosti. Fantazijske igre uloga tretiraju „iskustvo” (i njegovo sticanje) kao važan, merljiv i vredan činilac. Mnoge video igre sa igranjem uloga, na primer, primenjuju merne jedinice za kvantifikovanje ili kao pomoć pri napredovanju igrača-lika kroz igru, koje se nazivaju iskustvenim poenima, ili XP.

### Subjektivno iskustvo
Subjektivno iskustvo može da obuhvata stanje individualne subjektivnosti, opažanja na kome osoba bazira svoje sopstveno stanje realnosti; realnosti bazirane na njenoj interakciji sa svojim okruženjem. Subjektivno iskustvo zavisi od individualne sposobnosti obrade podataka, njihovog čuvanja i internalizacije. Na primer: ljudska čula prikupljaju podatke, koji se zatim obrađuju u skladu sa biološkim programiranjem (genetikom), neurološkim mrežnim odnosima i drugim promenljivama kao što je relativnost etc., svi od kojih utiču na individualno iskustvo osobe u bilo kojoj datoj situaciji na takav način da to poprima subjektivni karakter.

## Neposrednost iskustva
Neko ko može da ispriča događaj kojem su prisustvovali ili u kome su učestvovali ima „neposredno iskustvo”. Iskustvo iz prve ruke tipa „morao si biti tamo” može se činiti posebno vrednim i privilegovanim, ali često ostaje potencijalno podložno greškama u smislu percepcija i lične interpretacije. Iskustvo iz druge ruke može ponuditi bogatije resurse: evidentirane i/ili sažete polazeći od iskustva posmatrača iz prve ruke ili iz instrumenata, i može potencijalno da izražava višestruke tačke gledišta. Iskustvo iz treće ruke, bazirano na posrednim i potencijalno nepouzdanim glasinama ili slobodnom prepričavanju, može (čak polazeći i od pouzdanih izvora) potencijalno da zaluta opasno blizu slepom poštovanju autoriteta.

## Promene kroz istoriju
Pojedini postmodernisti sugerišu da je priroda ljudskog iskustva (quite apart from the details of the experienced surrounds) prošla kroz kvantitativnu promenu tokom tranzicije od premodernog kroz moderno do postmodernog.

### Alternativno iskustvo
Imanuel Kant je upoređivao iskustvo sa razumom:
„Ništa, zaista, ne može biti štetnije ili nevrednije filozofa, nego vulgarno pozivanje na takozvano iskustvo. Takvo iskustvo uopšte ne bi postojalo, da su u odgovarajućem trenutku te institucije uspostavljene u skladu sa idejama.”